# Animerica
Animerica è stata una rivista quadrimestrale e poi digest pubblicata da Viz Media. Inizialmente un magazine mensile contenente esclusivamente recensioni di anime e manga, uscì periodicamente a partire dal febbraio 1993, con un numero di prova edito nel marzo 1992, e dal 1998, fu accompagnata da Animerica Extra, un'antologia manga che col tempo si andò sempre più concentrando su titoli shōjo.
Viz cambiò il formato nell'aprile 2005 e la nuova rivista così nata ha ad oggi tre diverse pubblicazioni gratuite con lo stesso nome. Uno è orientata alla pubblicità e creats appositamente per la distribuzione nelle convention di anime e manga mentre l'altra ha una portata più generalista e atta ad essere distribuita attraverso i negozi Waldenbooks e Borders. Una versione simile è stata successivamente aggiunta per i negozi Best Buy. Tutte e tre le versioni hanno meno articoli, che sono anche più brevi, e pagine.
 Animerica  è stata una delle prime riviste professionali di anime e manga pubblicate negli Stati Uniti e una delle più popolari negli anni '90. Nel 2004, aveva una tiratura di 45.000 lettori, ma le vendite basse e la forte concorrenza di Newtype USA provocarono l'annullamento essenziale del periodico originale e la sua riformattazione come digest gratuito. 100 copie del primo numero del digest gratuito furono inviate a 1.000 negozi Waldenbooks e Border.

## Opere correlate
- (EN) Trish Ledoux, Anime Interviews: The First Five Years of Animerica, Anime & Manga Monthly (1992–97), Viz Media, Cadence Books, 22 settembre 1997, ISBN 978-1-56931-220-9.
- (EN) AA.VV., The Best Of Animerica: 2003 Edition, Viz Media, marzo 2003, ISBN 978-1-56931-899-7.